# Medal Eddingtona

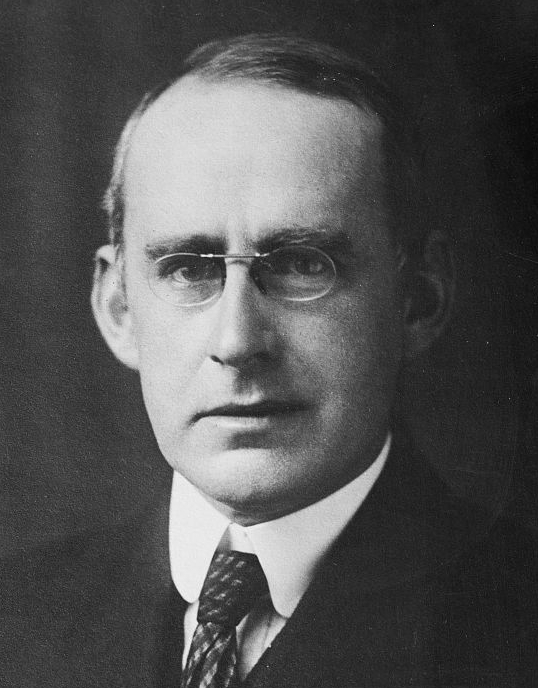
Arthur Stanley Eddington

Medal Eddingtona – nagroda nazwana na cześć Sir Arthura Eddingtona przyznawana przez Królewskie Towarzystwo Astronomiczne za osiągnięcia w dziedzinie astrofizyki teoretycznej.

## Lista laureatów
- 1953: Georges Lemaître
- 1955: Hendrik Christoffel van de Hulst
- 1958: Horace Welcome Babcock
- 1959: James Stanley Hey
- 1960: Robert d’Escourt Atkinson
- 1961: Hans Bethe
- 1962: André Lallemand
- 1963: Allan Rex Sandage, Martin Schwarzschild
- 1964: Herbert Friedman, Richard Tousey
- 1965: Robert Pound, Glen Rebka
- 1966: Rupert Wildt
- 1967: Robert Christy
- 1968: Robert Hanbury Brown, Richard Twiss
- 1969: Antony Hewish
- 1970: Chūshirō Hayashi
- 1971: Desmond King-Hele
- 1972: Paul Ledoux
- 1975: Stephen Hawking, Roger Penrose
- 1978: William Alfred Fowler
- 1981: James Peebles
- 1984: Donald Lynden-Bell
- 1987: Bohdan Paczyński
- 1990: Icko Iben
- 1993: Leon Mestel
- 1996: Alan Guth
- 1999: Roger Blandford
- 2002: Douglas Gough
- 2005: Rudolf Kippenhahn
- 2007: Igor Nowikow
- 2009: Jim Pringle
- 2011: Gilles Chabrier
- 2013: James Binney
- 2014: Andrew King
- 2015: Raszyd Siuniajew
- 2016: Anthony Bell
- 2017: Cathie Clarke
- 2018: Claudia Maraston
- 2019: Bernard F. Schutz
- 2020: Steven Balbus
- 2021: Hiranya Peiris
- 2022: Alan Heavens
- 2023: Monika Mościbrodzka
- 2024: Pedro Ferreira
- 2025: Douglas Heggie

## Medal Eddingtona a Nagroda Nobla
Wśród laureatów znaleźli się nobliści:
- 1961: Hans Bethe (nobel 1967),
- 1969: Antony Hewish (nobel 1974),
- 1975: Roger Penrose (nobel 2020),
- 1978: William Alfred Fowler (nobel 1983),
- 1981: James Peebles (nobel 2019).